# Resolutie 2251 Veiligheidsraad Verenigde Naties
Resolutie 2251 van de Veiligheidsraad van de Verenigde Naties werd unaniem door de VN-Veiligheidsraad aangenomen op 15 december 2015 en verlengde het mandaat van de VN-vredesmacht in de Soedanese regio Abyei met vijf maanden.

## Achtergrond
Al in de jaren 1950 was het zwarte zuiden van Soedan in opstand gekomen tegen het overheersende Arabische noorden. De vondst van aardolie in het zuiden maakte het conflict er enkel maar moeilijker op. In 2002 kwam er een staakt-het-vuren en werden afspraken gemaakt over de verdeling van de olie-inkomsten. Verschillende rebellengroepen waren hiermee niet tevreden en in 2003 ontstond het conflict in Darfur tussen deze rebellen en de door de regering gesteunde janjaweed-milities. Die laatsten gingen over tot etnische zuiveringen en in de volgende jaren werden in Darfur grove mensenrechtenschendingen gepleegd waardoor miljoenen mensen op de vlucht sloegen. In februari 2011 stemde een overgrote meerderheid van de inwoners van Zuid-Soedan in een referendum voor onafhankelijkheid. De regio Abyei, die tussen Noord- en Zuid-Soedan lag, werd echter door beide partijen opgeëist, wat tot veel geweld leidde waardoor meer dan 100.000 inwoners op de vlucht sloegen.

## Inhoud
In oktober 2015 hadden zowel Soedan als Zuid-Soedan de kaart van de Veilige Gedemilitariseerde Grenszone zoals die in 2011 was getekend door Afrikaanse Unie aanvaard. De middenlijn van deze zone gold daarbij slechts als militaire scheidingslijn, en maakte geen aanspraken met betrekking tot de officiële grens tussen beide landen. De twee landen waren ook overeengekomen de grenszone, inclusief de 14-Mijlszone, te demilitariseren en alle onderdelen van het Gezamenlijk Grenstoezichtsmechanisme te activeren.
De regio Abyei had nog steeds geen lokaal bestuur of politie-apparaat. Er werd herinnerd aan resolutie 2046 uit 2012, die Soedan en Zuid-Soedan had opgeroepen de onderhandelingen over de status van Abyei onmiddellijk te hervatten. Aan de twee landen werd ook wederom gevraagd hun eigen militairen uit de regio terug te trekken.
Het mandaat van de UNISFA-vredesmacht in Abyei werd verlengd tot 15 mei 2016.

## Verwante resoluties
- Resolutie 2205 Veiligheidsraad Verenigde Naties
- Resolutie 2230 Veiligheidsraad Verenigde Naties

Lijst ·  2196 ·  2197 ·  2198 ·  2199 ·  2200 ·  2201 ·  2202 ·  2203 ·  2204 ·  2205 ·  2206 ·  2207 ·  2208 ·  2209 ·  2210 ·  2211 ·  2212 ·  2213 ·  2214 ·  2215 ·  2216 ·  2217 ·  2218 ·  2219 ·  2220 ·  2221 ·  2222 ·  2223 ·  2224 ·  2225 ·  2226 ·  2227 ·  2228 ·  2229 ·  2230 ·  2231 ·  2232 ·  2233 ·  2234 ·  2235 ·  2236 ·  2237 ·  2238 ·  2239 ·  2240 ·  2241 ·  2242 ·  2243 ·  2244 ·  2245 ·  2246 ·  2247 ·  2248 ·  2249 ·  2250 ·  2251 ·  2252 ·  2253 ·  2254 ·  2255 ·  2256 ·  2257 ·  2258 ·  2259